# 조르주 두킹
조르주 두킹(프랑스어: Georges Douking, 1902년 8월 6일 ~ 1987년 10월 20일)은 프랑스의 배우이다.
파리에서 태어났으며 드라베이에서 사망하였다.

## 영화
- 크레이지 보이 - 신병 대행진 (1974년)
- 은하수 (1969년)
- 크리스마스 트리 (1969년)
- 차즈 오브 더 라이트 브리게이드 (1968년)
- 매드매젤 (1966년)
- 강박관념 (1939년)